# Чађавица Доња (Нови Град)
Чађавица Доња је насељено мјесто у општини Нови Град, Република Српска, БиХ. Према попису становништва из 1991. у насељу је живјело 408 становника.

## Становништво
| Националност       | 1991. | 1981. | 1971. | 1961. |
| Срби               | 405   | 288   | 337   | 342   |
| Хрвати             |       | 1     |       |       |
| остали и непознато |       |       |       | 1     |
| Укупно             | 405   | 289   | 337   | 343   |

| Демографија | Демографија | Демографија |
| Година      | Становника  | Становника  |
| ----------- | ----------- | ----------- |
| 1948.       | 329         |             |
| 1953.       | 351         |             |
| 1961.       | 343         |             |
| 1971.       | 337         |             |
| 1981.       | 289         |             |
| 1991.       | 405         |             |